# Simon Bennebjerg
Simon Bennebjerg, född 5 oktober 1989 i Köpenhamn, är en dansk skådespelare.
Bennebjerg har bland annat medverkat i TV-serien Borgen. Hon har även medverkat i filmerna Bastarden och Den skyldige.

## Filmografi (i urval)
- 2018 – Den skyldige
- 2022 – Borgen (TV-serie)
- 2023 – Bastarden
- 2025 – Honey